# 레이도구

레이도 구의 위치

레이도구(리다오 구, 한국어: 이도구, 중국어: 離島區, 병음: Lídǎo Qū, Islands District)는 홍콩의 18개 구의 하나이다. 신계의 일부이다. 면적은 175.03km2이고, 인구는 2006년 기준으로 137,122명이다.
홍콩 전체 면적의 16%, 인구의 2%를 차지하며, 홍콩에서 가장 넓은 구이자 인구가 가장 적은 구이다. 이러한 이유로 구의 인구 밀도는 1km2당 783명에 불과하다. 외딴 섬들은 홍콩 섬과 가우룽 반도의 주민들에게 휴식 공간을 제공한다는 점에서 중요하다. 주민의 평균 연령은 3번째로 낮다.
홍콩은 반도와 236개의 섬으로 이루어져 있는데, 레이도 구는 홍콩에서 가장 넓은 란터우섬을 중심으로 홍콩 남부와 남서부의 20여개의 섬들로 이루어져 있다. 홍콩의 중심인 홍콩섬(4개의 구)과 200여 개의 다른 섬들은 레이도 구에 속하지 않는다. 홍콩에서 레이도(離島, Lei Dou)라는 말은 주로 레이도 구의 섬들을 가리키는 의미로 쓰인다.
란터우섬(大嶼山, Lantau Island)의 북동쪽 일부와 마완섬(馬灣島, Ma Wan Island)은 췬완에 행정과 교통을 의존하고 있기 때문에 전통적으로 췬완구에 속한다. 칭이섬(青衣島, Tsing Yi Island)은 한때 췬완 구의 관할이었으나 현재는 콰이칭 구(葵青區)에 속한다. 사이쿵의 섬들은 시궁구(西貢區)의 일부이고, 토로 해협의 섬들은 다푸구(大埔區)의 일부이다.
란터우섬 북쪽 홍콩 국제공항 인근에는 퉁충 신시가지가 있고, 란터우 동부에는 대규모 민간 주택 단지인 디스커버리 베이(愉景灣, Discovery Bay)가 있다.
란터우섬의 무이워(梅窩, Mui Wo), 타이오(大澳, Tai O), 청 차우(長洲, Cheung Chau), 라마섬(南丫島, Lamma Island), 펭 차우(坪洲, Peng Chau) 등에 주요 주거 지역이 있다.

## 교통
- 북란터우 공로
- 홍콩 국제공항
- 둥충 선
- 지창콰이 선

## 같이 보기
- 홍콩의 지역 목록